# Jan Zaręba (nauczyciel)
Jan Stanisław Zaręba (ur. 2 listopada 1894 w Krakowie, zm. 4 maja 1936 tamże) – polski działacz niepodległościowy i społeczny, profesor gimnazjalny, oficer rezerwy Wojska Polskiego.

## Życiorys
Urodził się 2 listopada 1894 w Krakowie, w rodzinie Jana i Marii z Zająców. Był starszym bratem Andrzeja (ur. 1897), żołnierza Legionów Polskich, więźnia ideowego, odznaczonego Krzyżem Niepodległości, nauczyciela Seminarium Nauczycielskiego w Słupcy.
W czasie I wojny światowej walczył w szeregach II Brygady Legionów Polskich, a następnie 4 pułku piechoty III Brygady LP. Wziął udział między innymi w walkach nad Styrem, pod Koszyszczami i Optową. Awansował na starszego sierżanta.
9 lipca 1928 Prezydent RP mianował go podporucznikiem rezerwy ze starszeństwem z 1 lipca 1925 i 1485. lokatą w korpusie oficerów piechoty, a minister spraw wojskowych wcielił do 12 pułku piechoty w Wadowicach. Później, w tym sam stopniu i starszeństwie, został przeniesiony do korpusu oficerów taborowych. W 1934, jako oficer rezerwy pozostawał w ewidencji Powiatowej Komendy Uzupełnień Kraków Miasto i posiadał przydział do Kadry 8 dywizjonu taborów w Toruniu.
Mieszkał w Krakowie przy ul. Mogilskiej 10. W latach 1928–1936 był dyrektorem Centralnej Biblioteki Nauczycielskiej Okręgu Szkolnego Krakowskiego. Do śmierci pełnił społecznie funkcję sekretarza Zarządu Oddziału Związku Legionistów Polskich w Krakowie oraz wiceprezesa i przewodniczącego Sekcji Oświatowej Robotniczego Instytutu Oświaty i Kultury im. Stefana Żeromskiego w Krakowie.
Zmarł 4 maja 1936 w Krakowie, a dwa dni później został pochowany na cmentarzu Rakowickim (kwatera VII, rząd południowy). W tym samym grobie pochowana została Stefania Zaręba (1895–1994).

## Ordery i odznaczenia
- Krzyż Niepodległości – 9 stycznia 1932 „za pracę w dziele odzyskania niepodległości”[16][2][17]
- Krzyż Walecznych dwukrotnie – 16 września 1922 „za udział w b. Legionach Polskich”[18][1][19]
- Srebrny Krzyż Zasługi[1]
- Odznaka Pamiątkowa Więźniów Ideowych[20]